# Kathe Koja

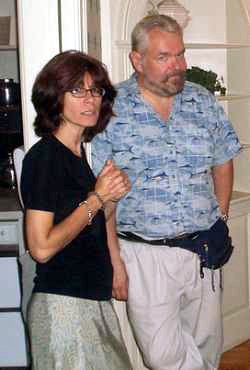
Kathe Koja und Walter Jon Williams

Kathe Koja (* 1960 in Detroit, Michigan) ist eine US-amerikanische Schriftstellerin. Koja schreibt vor allem Horror und ähnliche Genres. Sie lebt in der Nähe von Detroit und ist verheiratet.
Von ihrem umfangreichen Werk, das vor allem aus Kurzgeschichten besteht, liegen nur wenige deutsche Übersetzungen vor.

## Auszeichnungen
- 1992 Bram Stoker Award, The Cipher, Bestes Erstlingswerk
- 1992 Locus Award, The Cipher, Bestes Erstlingswerk

## Werke (auf Deutsch)

### Romane
- The Cipher (1991)
  - Deutsch: Schwarzer Abgrund, Heyne-Bücher 8610, 1992, ISBN 3-453-06112-8.
- Bad Brains (1992)
  - Deutsch: Schwarze Träume, Heyne-Bücher 8861, 1995, ISBN  3-453-07160-3.

### Kurzgeschichten
- Reckoning (1990)
  - Deutsch: Abrechnung, in Ronald M. Hahn (Hrsg.): Hüter der Zeit, Heyne SF & F 4888, 1992.
- The Neglected Garden (1991)
  - Deutsch: Der verwilderte Garten, in Ronald M. Hahn (Hrsg.): Ein neuer Mensch, Heyne SF & F 5289, 1995.